# Medalla del 20è Aniversari de l'Exèrcit Roig
La Medalla del 20è Aniversari de l'Exèrcit Roig d'Obrers i Camperols (rus: Юбилейная медаль «XX лет Рабоче-Крестьянской Красной Армии») és una condecoració soviètica, instituïda pel Decret de la Presidència del Soviet Suprem de l'URSS del 24 de gener de 1938, en commemoració del 20è aniversari de l'Exèrcit Roig d'Obres i Camperols (RKKA) i l'Armada.
.

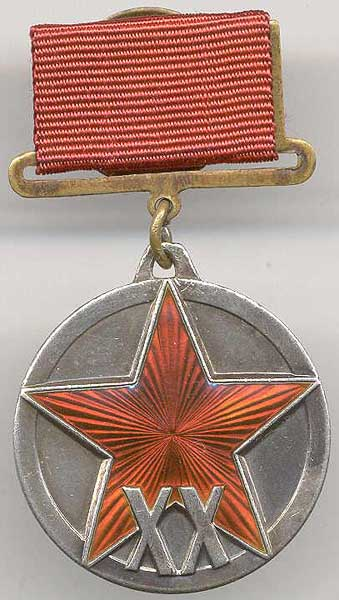
Anvers, model 1938-1943

Era atorgada a qui portés a les files de l'Exèrcit Roig 20 anys el 23 de febrer de 1938 i a tots els receptors de l'Orde de la Bandera Roja.
És obra de l'artista S. I. Dmítriyev.
Va ser atorgada 37 504 vegades.

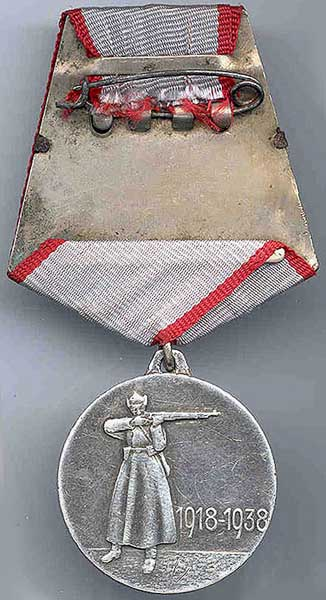
Revers

És una medalla de plata de 30 mm de diàmetre.